# ソマリ国立大学
ソマリ国立大学（Somali National University）は、ソマリアの首都モガディシュにメインキャンパスが位置している大学である。1953年に創立された。数年間の閉鎖を経て、2014年8月に正式に再開学した。

## 学部
- 閉鎖前
  - シャリーア法学科（Department of Sharia Law）
  - 言語学科（Department of Linguistics）ーソマリ語、アラビア語、英語、ドイツ語、イタリア語が学べる。Somali, Arabic, English, German, Italian
  - 獣医学および畜産学部Faculty of Veterinary Medicine and Animal Husbandry）
  - 教育学科（Department of Education）
  - 農学科（Department of Agriculture）
  - 地質学および採鉱学科（Department of Geology and Mining）
  - 医学科（Department of Medicine）
  - 化学および経営工学科（Department of Chemical/Industrial Engineering）
  - 経済学部（Faculty of Economics）
  - 法学部（Faculty of Law）
  - 工学科（Department of Engineering）
  - 政治学およびジャーナリズム学部（faculty of Political science and Journalism）

- 再開学時
  - 6学部に再編。

## 著名な出身者
- アブディ・ファラ・シルドン ソマリアの元首相
- アブドゥルラフマン・モハムード・ファロレ プントランドの元大統領
- アブディウェリ・モハメド・アリ プントランドの大統領、ソマリアの元首相
- アブディウェリ・シェイハ・アフメド・モハメド ソマリアの元首相
- アブドゥラヒ・ユスフ ソマリアの元大統領、プントランドの元大統領
- アリー・ムハンマド・ゲーディ ソマリアの元首相、獣医師
- ハッサン・シェイク・モハムド ソマリアの大統領
- モハメド・オスマン・ジャワリ ソマリア連邦議会議長
- アブドゥルカウィ・アハメド・ユスフ 国際司法裁判所判事、副所長